# ناحیه توپلیکا
ناحیه توپلیکا (به صربی: Toplica District) یک روستا در صربستان است که در صربستان واقع شده‌است. ناحیه توپلیکا ۲٬۲۳۱ کیلومتر مربع مساحت و ۹۱٬۷۵۴ نفر جمعیت دارد.